# Applikationsbroderi

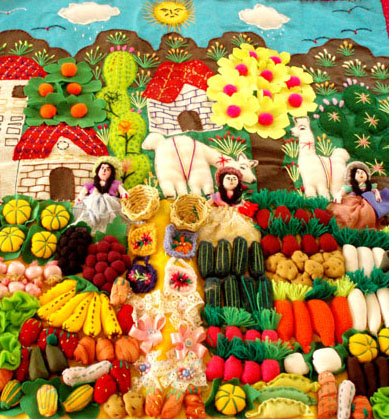
Ett applikationsbroderi.

Väst med applikationsbroderi, 1770-tal

Applikationsbroderi är en metod inom textilt handarbete där man kombinationer av applikationsteknik med olika broderitekniker. I syfte att skapa ett mönster eller en bild limmas eller sys bitar av tyg på ett underlag kombinerat med broderi.
En vanlig tillämpning av applikationsbroderi är för att göra prydnadssaker eller kommersiellt bildframställning på tyg såsom t.ex. logotyper. Applikationsbroderi kan ersätta större ytor av direktbrodyr för att minska produktionskostnaden.
Tekniken har använts i Sverige sedan medeltiden, både inom kyrkliga och annan textilkonst. Den var särskilt populär under renässansen. Under 1870-talet fick applikationsbroderiet ett uppsving och är idag en etablerad metod inom textilkonsten. I folkliga sammanhang har det traditionellt utförts på vadmal, exempelvis på dynor, täcken och kjolväskor.